# Спектейтор (1711)
«Спектейтор» (англ. The Spectator — «Наблюдатель», «Зритель») — общественно-политический и сатирический журнал, издававшийся в Лондоне Джозефом Аддисоном и Ричардом Стилом (в другом источнике указан как Стиль) в 1711—1714 годах.

## История
Инициатива создания журнала принадлежала Аддисону, который видел задачу издания в том, чтобы «вывести Просвещённость из чуланов и библиотек, школ и университетов и поселить её в клубах и ассамблеях, в кофейнях и за чайными столиками».
Этот модный журнал, выходивший практически ежедневно с марта 1711 года по декабрь 1712 года, представлял читателям не только политические новости, литературные новинки, обзоры последних веяний в мире моды, но и серьёзные критические разборы. Издатели стремились не столько потакать вкусам публики, сколько возвышать их уровень. Перед читателями «Наблюдателя» проходили галереи модных чудаков, сопровождаемые забавными карикатурами. Особенным успехом пользовались еженедельные эссе Аддисона о мильтоновском «Потерянном рае» — произведении, в то время почти забытом.
Ежедневно по Лондону расходилось до 3 000 экземпляров «Наблюдателя», что по тем временам было рекордом, а после закрытия журнала его 555 номеров были переизданы в семи книжках. В 1714 году Аддисон при содействии двух помощников сочинил и издал ещё 80 номеров «Наблюдателя». На протяжении всего XVIII века издание Аддисона и Стила оставалось образцом общественно-публицистического журнала — ему подражали во Франции, России и других уголках Европы.